# Дербін (Костромська область)
Дербін (рос. Дербин) — присілок в Кологривському районі Костромської області Російської Федерації.
Населення становить 5 осіб. Входить до складу муніципального утворення Ужугське сільське поселення.

## Історія
У 1936-1944 року населений пункт перебував у складі Горьковської області. Від 1944 належить до Костромської області.
Від 2007 року входить до складу муніципального утворення Ужугське сільське поселення.

## Населення
| 2008 | 2010 | 2014 |
| ---- | ---- | ---- |
| 6    | ↗9   | ↘5   |